# Anna Daučíková
Anna Daučíková (nacida el 18 de agosto de 1950) es una artista visual y activista eslovaca vive entre Praga y Bratislava . De 1999 a 2011 fue profesora en la Academia de Bellas Artes y Diseño de Bratislava y actualmente enseña en la Academia de Bellas Artes de Praga . Daučíková es una de las primeras artistas eslovacas en identificarse abiertamente como queer y comprometerse con el feminismo.

## Trabaj0
En la década de 1980, después de graduarse de la Academia de Bellas Artes de Bratislava, se mudó a Moscú. Trabajó en pinturas abstractas automáticas, cuestionando la noción de autoría. Vivió en la Unión Soviética durante 12 años durante el período de la perestroika . No exhibió públicamente su obra de arte durante este tiempo. Durante este período, produjo una serie de fotografías en blanco y negro que documentaban ciertos aspectos de la vida cotidiana de la era soviética tardía, por ejemplo, Moscú / Mujeres / Domingo (1989-1990), que mostraba a las mujeres moscovitas en la calle.  Durante este tiempo, también produjo series fotográficas de vasos en los alféizares de las ventanas, incluida Family Album (1990). A su regreso a Bratislava en 1991, cofundó la revista cultural feminista eslovaca Aspekt . A lo largo de la década de 1990 experimentó con la representación de la sexualidad en el terreno audiovisual, menudo combinando proyecciones de video con presentaciones en vivo.
Ha expuesto en varias exposiciones internacionales importantes, como Gender Check (2009-2010) en Mumok Vienna y Zachęta National Gallery of Art en Varsovia, y documenta 14 (2017) en Atenas y Kassel. En 2018 fue ganadora del Premio de Arte Schering Stiftung y tuvo una exposición individual en el Instituto KW de Arte Contemporáneo de Berlín.